# Paul Foubert
Pour les articles homonymes, voir Foubert.
Paul-Louis-Amédée Foubert (21 mai 1812 à Entrammes - 19 janvier 1886 à Paris 7e) est un homme politique français.

## Biographie
Il étudia le droit, et exerça à Paris la profession d'avoué, puis celle d'avocat. D'opinions orléanistes, avec des tendances à l'opposition constitutionnelle, il se retira après février 1848 dans le département de la Manche, où il possédait le château de la Forêt, et s'y occupa surtout d'exploitation agricole.
Maire de Saint-Sauveur-le-Vicomte de 1853 à 1872, il devint membre du conseil général de la Manche pour le canton de Barneville en 1863 ; aux élections législatives de 1863, il soutint la candidature libérale de Havin, et, en 1868, à la mort de ce dernier, se présenta lui-même, sans succès, pour le remplacer.
Après les événements de 1870-1871, Foubert fut porté sur la liste conservatrice dans la Manche, comme candidat à l'Assemblée nationale, et élu, le 8 février 1871. Il alla d'abord siéger au centre droit. Rallié à la politique de Thiers, et partisan de la République conservatrice, il se fit remarquer dans la séance de nuit du 24 mai 1873, où la droite, pressée d'achever sa victoire, obtint qu'il fût procédé immédiatement à la nomination d'un nouveau président de la République. Foubert interrompit vivement les orateurs monarchistes, et insista, mais en vain, pour que l'acceptation de la démission de Thiers fût ajournée. 
Il donna en 1874 sa démission de maire de Saint-Sauveur-le-Vicomte, lorsque ses deux collègues à l'Assemblée, Lenoël et Tocqueville, également maires dans le département, furent révoqués par le gouvernement. Il fut ensuite porté par la gauche comme candidat aux élections des sénateurs inamovibles, et nommé par l'Assemblée nationale. Il fit encore partie du centre gauche à la Chambre haute.
Il est inhumé dans le cimetière de Taillepied dans la Manche.